# 植松伸夫
植松伸夫（日语：／ Uematsu Nobuo，1959年3月21日—）是日本电子游戏作曲家，他為最终幻想系列而譜寫音樂作品而知名。植松是一名半自学音乐家，在十一二岁时开始弹钢琴，而艾尔顿·约翰是影响他最大的人。
植松在1986年加入史克威尔（后史克威尔艾尼克斯），并遇到了最终幻想创作者坂口博信。他们一起合作创作了许多电子游戏，其中最为知名的是最终幻想系列。在就职约18年后的2004年，他离开史克威尔艾尼克斯，建立了自己的公司Smile Please和音乐制作公司Dog Ear Records。他开始以自由音乐作曲人身份，主要为史克威尔艾尼克斯和坂口的开发工作室雾行者的电子游戏作曲。
植松的游戏配乐还有原声和改编专辑发行。他创作的一些游戏曲目还在最终幻想音乐会上演出。他的乐曲数次由格莱美奖得主，指挥家阿尼·罗斯在音乐会上指挥。在2002年至2010年间，他和福井健一郎、关户刚等同事组成了摇滚乐团黑魔导士，以电子管风琴等键盘乐器演奏音乐。乐队以改编摇滚版演绎了植松伸夫的最终幻想配乐作品。他还参与了乐队Earthbound Papas。

## 传记

### 早年生活
植松伸夫出生于日本高知县高知市。他是一名半自学的音乐家，在十一二岁时开始弹钢琴，且未受过任何正式钢琴教育。他有一个姐姐也弹钢琴。在神奈川大学主修英语毕业后，植松在几个业余乐队担任键盘手，并为电视广告作曲。在植松于东京一家音乐出租店工作时，一位史克威尔雇员问他是否有兴趣为他们的一些作品创作音乐。尽管植松答应了，却将其当成一份兼职，他也没有想到这将会成为他的全职工作。他称，这是当兼职赚一些钱的方法，并继续他在音乐租赁店的兼职工作。

### 史克威尔与黑魔导士时期
植松为史克威尔配乐的首个游戏是1986年的《Cruise Chaser Blassty》。在史克威尔工作期间，他遇到坂口博信，坂口问植松是否愿意为他的一些游戏创作音乐，植松答应了。在1986和1987年，他为包括成人游戏《Alpha》等数部游戏作曲，但这些游戏都没取得什么成就。1987年，植松和坂口合作创作了获得巨大成功的《最终幻想》，而坂口原以为这是他在史克威尔的最后一部作品。
《最终幻想》的流行激发了植松的电子游戏音乐事业，他之后又为30多部游戏谱曲，其中以最终幻想系列的后续游戏最为杰出。他在1989年为沙加系列首作《魔界塔士 沙加》谱曲，之后又在伊藤贤治的协助下，为第二作《沙加2 秘宝传说》（1990年）以及第五作《浪漫沙加2》（1993年）谱曲。在广受好评的1995年游戏《时空之轮》作曲者光田康典患消化性溃疡后，植松接替完成了配乐。1996年植松与他人合作完成了《前线任务 枪之危机》的原声，并独自创作了《DynamiTracer》的配乐。他还创作了半熟英雄系列三部游戏的音乐。
除了电子游戏，他还为2000年动画电影《剧场版 我的女神》创作主题曲，并与最终幻想配器师滨口史郎合作为动画《最终幻想：无限》（2001年）作曲。他还创作了概念专辑《Ten Plants》，并在1994年发行了个人专辑《Phantasmagoria》。植松感到逐渐不满与缺乏灵感，便请作曲家滨涡正志和仲野顺也协助创作《最终幻想X》（2001年）的配乐。这是首个非植松独自配乐的最终幻想本传。《最终幻想XI》（2002年）的配乐由植松，创作大多数原声的水田直志，以及谷冈久美完成；其中植松只负责11首曲目。2003年，他协助崎元仁为《最终幻想战略版Advance》配乐，并创作了主题曲。
2002年，史克威尔同事福井健一郎和关户刚邀请植松加入他们组建的摇滚乐队——一个专注于重新演绎并扩展植松作品的乐团。植松最开始因工作太忙，拒绝了他们的提议；但在以键盘手身份同福井与关户参与一次现场演出后，他决定加入加入他们建立一个乐队。史克威尔一名雇员松下为乐队选择了名称“黑魔导士”。2003年，河盛庆次、羽入田新和冈宫道生也加入了乐队。黑魔导士发行了三张录音室专辑，并在多场音乐会上演出推广专辑。

### 自由作曲家时期
植松在2004年离开史克威尔艾尼克斯，并建立了自己的公司Smile Please；他还在2006年创立了音乐制作公司Dog Ear Records。植松离开的原因是，公司将他办公室从东京目黑區搬迁至新宿区，而他对新位置不满意.。另外他还称，他到了应该逐渐自己把握自己生活的年龄。然而他继续以自由作曲家身份为史克威尔艾尼克斯作曲。2005年植松和几位黑魔导士成员CGI电影《最终幻想VII 降临之子》创作配乐。植松仅为《最终幻想XII》（2006年）创作了主题曲；植松本获得创作全部配乐的工作，但崎元最终被任命为主作曲家。植松最初要创作《最终幻想XIII》（2010年）的主题曲，但在获得创作《最终幻想XIV》全配乐的任务后，他决定将此工作交给《最终幻想XIII》的主作曲者滨涡正志。
植松还和坂口的开发工作室雾行者密切合作，为他们的蓝龙系列、《失落的奥德赛》（2007年）和《逃离随机迷宫》（2008年）作曲；他还为取消的游戏《Cry on》作曲。
他为2007年PlayStation Portable游戏《不可原谅事件档案》及2008年街机游戏《红莲之王》配乐。植松还为2008年游戏《任天堂明星大乱斗X》创作了主题曲。他为2009年动画《豹头王传说》创作音乐，这是植松首度独自为动画连续剧配乐。植松还为2009年任天堂DS游戏《樱花笔记》，以及Level-5和Brownie Brown共同开发的2012年任天堂DS游戏《幻想生活》配乐.。植松还参与了电子书《Bilk-0 1946》音乐与剧情的创作。他还为2013年iOS游戏《海之号角：未知的海洋怪物》以及预定于2015年发行的《凤凰计划》创作配乐。
在2012年古典调频（英国）的最佳300“荣誉殿堂”年度榜单中，植松伸夫为《最终幻想VII》创作的一曲《Aerith's Theme》票选获得第16名。这是电子游戏乐曲首次进入榜单。2013年，“最终幻想系列的原声”票选获得古典调频荣誉殿堂的第3名。2014年，「最終幻想系列的原聲」票選獲得古典調頻榮譽殿堂的第7名。
2018年9月，植松伸夫宣布因身体原因暂停目前的一切活动，专心于身体恢复。2020年，植松伸夫回归工作，为《最终幻想VII 重制版》主题曲编曲。在2021年发售的由雾行者制作的iOS游戏《幻想曲》中，植松伸夫担任编曲工作；坂口博信称植松伸夫因为健康原因会是最后一次作为主要编曲为游戏制作编曲。

### 个人生活
植松现与他大学时结识的妻子，以及小猎犬Pao居住在东京。他们在山梨县山中湖有一套避暑小屋。在喜欢业余时间看职业摔跤、喝啤酒与骑单车。植松称他原本想成为一名职业摔跤手，这是他年轻时的职业梦想。

## 音乐会

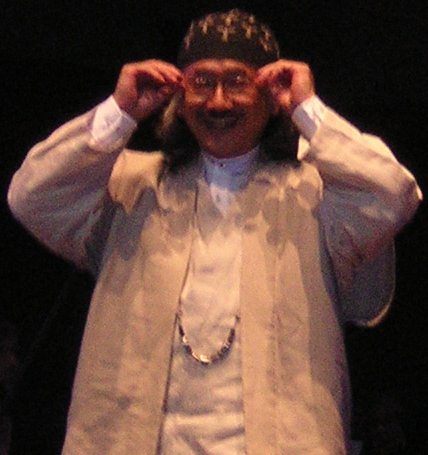
植松伸夫在遥远的世界音乐会上，2009年7月11日摄于华盛顿西雅图

植松伸夫的音乐谱曲在多场音乐会上演出，同时召开的还有各种最终幻想音乐会。2003年德国莱比锡的交响游戏音乐会是植松最终幻想音乐首次在日本外现场演出。2004年、2006年和2006年的交响游戏音乐会也演出了最终幻想音乐。2004年的音乐会世界首演了《最终幻想VII》的（Those Who Fight）曲目。日本钢琴家本田征治应邀和管弦乐同奏编曲。另一首世界首演曲目为《最终幻想VI》的《妖星乱舞》，歌曲以管弦乐、唱诗班和管风琴演奏。2007年的音乐会演奏了《最终幻想XI》的《遥远世界》，歌曲由日本歌剧女高音增田泉演唱。
日本举行了一系列成功的音乐会演出，如最终幻想音乐会系列“Tour de Japon”。第一场在美国本土的音乐会是“Dear Friends - Music from Final Fantasy”，音乐会于2004年5月10日在加利福尼亚洛杉矶的华特·迪士尼音乐厅举办，并由洛杉矶爱乐与团和洛杉矶大师合唱团演奏。音乐会由沃斯堡交响乐团指挥家米格尔·哈斯-贝多亚指挥。因获得积极反响，美国随后又举办了一系列音乐会。2005年5月16日，洛杉矶的吉布森圆形剧场继续举办了音乐会“More Friends: Music from Final Fantasy”，音乐会由格莱美奖得主阿罗·尼斯指挥。
植松还在幻想曲之夜2004，2004年10月由卓越交响管弦乐团演奏的首场音乐会中客串登场，这也是他在史克威尔艾尼克斯就职的最后一天。
植松的最终幻想音乐还在2006年2月18日横滨太平洋会展中心的“Voices - Music from Final Fantasy”音乐会上演奏。明星嘉宾有白鸟英美子、Rikki、增田泉和安潔拉亞季。音乐会专注于最终幻想系列歌曲，并由阿尼·罗斯指挥。植松和他的几名作曲家同事均出席2006年5月27日在芝加哥举办的“Play! A Video Game Symphony”世界首演；他创作了音乐会的开场鼓号曲。他还出席了2006年6月14日瑞典斯德哥尔摩的欧洲首演，2006年9月30日在加拿大多伦多，以及2007年10月10日在意大利佛洛伦萨的演出。植松参加了2007年12月4日在斯德哥尔摩举办的“Distant Worlds: Music from Final Fantasy”世界巡演，演出由斯德哥尔摩皇家爱乐乐团演奏，阿尼·罗斯指挥。他还参加了2008年3月1日在芝加哥附近罗斯芒特剧院举办的第二场音乐会巡演。之后植松又参加了2010年7月24日在德克萨斯休斯敦举办的音乐会。在2009年9月科隆的交响幻想音乐会中，四分之一的音乐来自最终幻想，该音乐会由交响游戏音乐会创作者制作，阿尼·罗斯指挥。
2010年2月，植松宣布他会在东海岸最大动漫展之一的动漫波士顿出现。植松不但如期在动漫波士顿出现，还和Video Game Orchestra（VGO）演奏了《One Winged Angel》。他短暂访问了伯克利音乐学院，并应VGO创始人、伯克利校友仲間将太的请求，进行了一个简短的问答环节。2012年1月，植松和它的乐队Earthbound Papas在马里兰州国家港湾举行的MAGFest X上演出。
在2012年11月24日阿德莱德娱乐中心举办的“Final Fantasy Distant Worlds”音乐会上，在由阿罗·尼斯指挥，阿德莱德交响乐团、阿德莱德爱乐乐团合唱团，以及独唱者演奏的演奏下，植松演奏了曲目在2013年6月14和15日维也纳音乐厅举行的“Final Fantasy Distant Worlds”中，植松在由阿罗·尼斯指挥，维也纳人民歌剧院和维也纳室内合唱团的演奏下，植松弹奏了曲目。
在2013年8月18日日本川崎冠名的奇幻摇滚音乐节上，植松和Earthbound Papas告诉听众，他们原先计划以专辑收录的最终幻想曲目《妖星乱舞》（Dancing Mad）为第二张专辑命名。然而他以“某‘S’公司”间接指代史克威尔艾尼克斯，称公司已经打电话并通知他“不能使用这个名称”。相较于让步，他决定以“Dancing Dad”为专辑命名，以示对乐队名称的致敬。他还告诉听众，他想制作一部纯原创歌曲专辑，但感叹道“只是如果里面没有游戏歌曲，它可能会卖不出去！”

## 音乐风格与所受影响
植松的作曲风格多样，从庄严的古典交响和重金属到新时代和超冲击铁克诺电子。比如在《失落的奥德赛》中，他就使用了从古典交响编曲到当代爵士和铁克诺的曲目。植松曾表示，他是凯尔特和爱尔兰音乐的忠实爱好者，他在一些作品中也使用了这种音乐风格元素。植松的最终幻想配乐类型从欢快、黑暗愤怒到犹豫，变化多样。比如《最终幻想VIII》的音乐晦暗，而《最终幻想IX》的原声则悠然乐观。人们称他的音乐能够表达场景的真实情感，比如《最终幻想VII》的《爱丽丝主题曲》 。在《日美时报》记者的采访中，植松称，“我真没自觉地为日本或世界谱写音乐，但我觉得，我那带着明显日本音色的忧郁曲目，是有着相当价值的”。他在《时代》杂志“时代100：次浪潮－音乐”选出的“创新者”中占有一席。他还被称为“电子游戏世界的约翰·威廉姆斯”；人们认为他“提升”了电子游戏音乐的“价值和知晓度”。
植松在音乐上受到很多英国和美国影响。他称埃尔顿·约翰是对他音乐影响最大的人，并表示他希望能像他一样。披头士、愛默生、雷克與帕瑪、賽門與葛芬柯和一些前衛搖滾乐队也对他产生了主要影响。在古典流派上，他称彼得·伊里奇·柴可夫斯基是他的一大影响。植松称，平克·弗洛伊德和国王柯里姆森等1970年代乐队影响了他的最终幻想作品。《最终幻想VII》曲目《One-Winged Angel》的前奏受到吉米·亨德里克斯歌曲《Purple Haze》的启发；歌词取自卡尔·奥尔夫以自己康塔塔《布兰诗歌》——特别是歌曲《怒火中烧》、《哦，命运女神》、《来吧，来吧，来吧》和《赞美这绝代美人》——改编的中世纪诗歌。反过来，植松也对电子游戏音乐产生重大影响，同时也在电子游戏产业以外产生了影响。比如在雅典举办的2004年夏季奥运会上，一只女子花样游泳队就是用了《最终幻想VIII》的音乐《Liberi Fatali》。同样是《最终幻想VIII》，由中文流行歌手王菲演唱的《Eyes on Me》创下销量40万的记录，成为首个赢得日本金唱片大奖——2000年“年度歌曲（国际）”奖——的电子游戏音乐。2010年植松接受采访时称，“与其通过聆听其他音乐得到灵感，我更愿在我遛狗时获得灵感”。

## 音乐作品
| 电子游戏 | 电子游戏                        | 电子游戏         | 电子游戏                     |
| 年份     | 作品                            | 职务             | 合作者                       |
| -------- | ------------------------------- | ---------------- | ---------------------------- |
| 1986     | Cruise Chaser Blassty           | 作曲/编曲        | Takashi Uno                  |
| 1986     | Alpha                           | 作曲/编曲        |                              |
| 1986     | 国王的骑士                      | 作曲/编曲        |                              |
| 1986     | 水晶之龙                        | 作曲/编曲        |                              |
| 1987     | 立體大作戰                      | 作曲/编曲        |                              |
| 1987     | 苹果城故事                      | 作曲/编曲        |                              |
| 1987     | 哈奥君的不思议之旅              | 作曲/编曲        |                              |
| 1987     | Genesis                         | 作曲/编曲        |                              |
| 1987     | Aliens                          | 作曲/编曲        |                              |
| 1987     | 魔宝                            | 作曲/编曲        |                              |
| 1987     | 高速之星                        | 作曲/编曲        |                              |
| 1987     | 中山美穗的心跳高校              | 作曲/编曲        | 今井利秋                     |
| 1987     | JJ                              | 作曲/编曲        |                              |
| 1987     | 最终幻想                        | 作曲/编曲        |                              |
| 1988     | 半熟英雄                        | 作曲/编曲        |                              |
| 1988     | 最终幻想II                      | 作曲/编曲        |                              |
| 1989     | 史克威尔的汤姆·索亚             | 作曲/编曲        |                              |
| 1989     | 魔界塔士 沙加                   | 作曲/编曲        |                              |
| 1990     | 最终幻想III                     | 作曲/编曲        |                              |
| 1990     | 高速之星II                      | 作曲/编曲        |                              |
| 1990     | 沙加2 秘宝传说                  | 作曲/编曲        | 伊藤贤治                     |
| 1991     | 最终幻想IV                      | 作曲/编曲        |                              |
| 1992     | 最终幻想V                       | 作曲/编曲        |                              |
| 1994     | 最终幻想VI                      | 作曲/编曲        |                              |
| 1995     | 时空之轮                        | 作曲/编曲        | 光田康典和松枝贺子           |
| 1996     | DynamiTracer                    | 作曲/编曲        |                              |
| 1996     | 前线任务 枪之危机               | 作曲/编曲        | 光田康典、滨涡正志和仲野顺也 |
| 1997     | 最终幻想VII                     | 作曲/编曲        |                              |
| 1999     | 最终幻想VIII                    | 作曲/编曲        |                              |
| 2000     | 最终幻想IX                      | 作曲/编曲        |                              |
| 2001     | 最终幻想X                       | 作曲/编曲        | 滨涡正志和仲野顺也           |
| 2002     | 最终幻想XI                      | 作曲/编曲        | 水田直志和谷冈久美           |
| 2003     | 最终幻想战略版Advance           | 作曲（1首）      | 崎元仁、大越香里和和佐宗绫子 |
| 2003     | 半熟英雄对3D                    | 作曲/编曲        |                              |
| 2005     | 半熟英雄4 ～7人的半熟英雄～     | 作曲             | 伊藤贤治                     |
| 2005     | 蛋兽英雄                        | 作曲             |                              |
| 2006     | 最终幻想XII                     | 作曲（1首）      | 崎元仁、松尾早人、岩田匡治   |
| 2006     | 蓝龙                            | 作曲             |                              |
| 2007     | 不可饶恕                        | 作曲             | 多人                         |
| 2007     | 失落的奥德赛                    | 作曲             |                              |
| 2008     | 任天堂明星大乱斗X               | 作曲（1首）      | 多人                         |
| 2008     | 红莲之王                        | 作曲             |                              |
| 2008     | 蓝龙Plus                        | 作曲/编曲        |                              |
| 2008     | 离开 混乱迷宫                   | 作曲/编曲        |                              |
| 2008     | Cry On（取消）                  | 作曲             |                              |
| 2009     | 蓝龙 冥界的巨兽                 | 作曲/编曲        |                              |
| 2009     | 樱花笔记                        | 作曲/编曲        |                              |
| 2009     | 沙加2秘宝传说 命运女神          | 作曲             | 伊藤贤治和赤西康彦i          |
| 2009     | 库鲁林 融合                     | 音乐总监         |                              |
| 2010     | 红莲之王II                      | 作曲（1首）      | 崎元仁                       |
| 2010     | 最终幻想XIV                     | 作曲             |                              |
| 2010     | 核石之王                        | 作曲             | 福井健一郎和边见聪           |
| 2011     | 梦幻终章                        | 作曲             |                              |
| 2011     | UnchainBlades ReXX              | 作曲（1首）      | 成田贤                       |
| 2012     | UnchainBlades EXXIV             | 作曲             | 成田贤、冈宫道生和弘田佳孝   |
| 2012     | 神次元游戏 海王星V              | 作曲/键盘        | 金子宪次和伊藤贤治           |
| 2012     | 幻想生活                        | 作曲             |                              |
| 2013     | 妖精剑术师F                     | 作曲             | 多人                         |
| 2013     | 家乡物语                        | 作曲             |                              |
| 2013     | 海之号角：神秘海怪              | 作曲             | Kalle Ylitalo和伊藤贤治      |
| 2013     | 碧蓝幻想                        | 作曲             | 成田勤                       |
| 2014     | 奇迹跃动                        | 作曲             |                              |
| 2015     | 最終幻想XIV：蒼穹之禁城         | 主題曲           |                              |
| 2017     | 最終幻想XIV：紅蓮之狂潮         | 主題曲           |                              |
| 2018     | 凤凰计划                        | 作曲             |                              |
| 其它作品 |                                 |                  |                              |
| 年份     | 作品                            | 职务             | 合作者                       |
| 1994     | Phantasmagoria                  | 作曲/编曲        |                              |
| 1998     | Ten Plants                      | 作曲/吉他（1首） | 多人                         |
| 1999     | Ten Plants 2: Children Songs    | 作曲（1首）      | 多人                         |
| 2000     | 剧场版 幸运女神                 | 作曲（主题曲）   | 滨口史郎                     |
| 2001     | 最终幻想：无限                  | 作曲             | 滨口史郎和多田彰文           |
| 2003     | 黑魔导士                        | 作曲/键盘        |                              |
| 2004     | 黑魔导士II 苍天之上             | 作曲/键盘        |                              |
| 2005     | 最终幻想VII 降临之子            | 作曲             | 河盛庆次、福井健一郎和关户刚 |
| 2007     | 蓝龙                            | 作曲             |                              |
| 2008     | 黑魔导士III 黑暗与星光          | 作曲/键盘        |                              |
| 2008     | 蓝龙 天界七龙                   | 作曲             |                              |
| 2009     | 豹头王传说                      | 作曲             |                              |
| 2010     | 植松伸夫的十篇短篇小说          | 作曲             |                              |
| 2011     | Earthbound Papas: Octave Theory | 作曲/键盘        |                              |
| 2011     | Play For Japan: The Album       | 作曲             | 多人                         |
| 2012     | 剧场版 妖精的尾巴 凤凰的巫女    | 作曲（1首）      | 高梨康治                     |
| 2013     | Blik-0 1946                     | 作曲/情节        |                              |
| 2013     | Earthbound Papas: Dancing Dad   | 作曲/键盘        |                              |